# Боярышник клинолистный
Боярышник клинолистный (лат. Crataegus sphaenophylla) — кустарник, вид рода Боярышник (Crataegus) семейства Розовые (Rosaceae).

## Распространение и экология
В природе ареал вида охватывает Крым (близ Карадага, в окрестностях Феодосии и Алушты). Эндемик.
Произрастает по склонам в кустарных зарослях.

## Ботаническое описание
Высокий кустарник. Побеги в молодости мохнато-волосистые; годичные голые, красно-бурые, покрытые сизым налётом; ветви буровато-серые или более старые, пятнистые серо-бурые с серыми пятнами лупящейся кожицы. Колючки отсутствуют.
Листья тусклые, в очертании продолговато-обратнояйцевидные или клиновидные, с низбегающим основанием, трёхлопастные или надрезанные, с крупнозубчатой средней лопастью и острыми неравномерно пильчатыми с наружной стороны боковыми лопастями, длиной до 5 см, шириной 3,5 см, коротко опушённые с обеих сторон, тускло-зелёные. Черешки волосистые, длиной до 2 см.
Соцветия сложные, густые, 15—20-цветковые, с густо, почти войлочно-мохнато-волосистыми осями, цветоножками и гипантием; чашелистики длинные, покрывающие весь гипантий; тычинок 20; столбик 1, с широким рыльцем.
Плоды яйцевидные, к основанию несколько гранистые, длиной 10—14 мм, шириной 9—12 мм, пурпурно-красные, с лёгким восковым налётом.
Цветение в июне. Плодоношение в сентябре.

## Таксономия
Вид Боярышник клинолистный входит в род Боярышник (Crataegus) трибы Pyreae подсемейства Спирейные (Spiraeoideae) семейства Розовые (Rosaceae) порядка Розоцветные (Rosales).
|  |                                      |  |                                                              |                                                              |                   |  | ещё 8 семейств (согласно Системе APG III) | ещё 8 семейств (согласно Системе APG III)    |                                              |  |  |  | ещё 7 триб (согласно Системе APG III)         | ещё 7 триб (согласно Системе APG III)         |  |  |  |  | ещё от 200 до 300 видов | ещё от 200 до 300 видов |
|  |                                      |  |                                                              |                                                              |                   |  | ещё 8 семейств (согласно Системе APG III) | ещё 8 семейств (согласно Системе APG III)    |                                              |  |  |  | ещё 7 триб (согласно Системе APG III)         | ещё 7 триб (согласно Системе APG III)         |  |  |  |  | ещё от 200 до 300 видов | ещё от 200 до 300 видов |
|  |                                      |  |                                                              | порядок Розоцветные                                          |                   |  |                                           |                                              | подсемейство Спирейные                       |  |  |  |                                               | род Боярышник                                 |  |  |  |  |                         |                         |
|  |                                      |  |                                                              | порядок Розоцветные                                          |                   |  |                                           |                                              | подсемейство Спирейные                       |  |  |  |                                               | род Боярышник                                 |  |  |  |  |                         |                         |
|  | отдел Цветковые, или Покрытосеменные |  |                                                              |                                                              | семейство Розовые |  |                                           |                                              | триба Pyreae                                 |  |  |  | вид Боярышник клинолистный                    |                                               |  |  |  |  |                         |                         |
|  | отдел Цветковые, или Покрытосеменные |  |                                                              |                                                              |                   |  |                                           |                                              |                                              |  |  |  |                                               |                                               |  |  |  |  |                         |                         |
|  |                                      |  | ещё 44 порядка цветковых растений (согласно Системе APG III) | ещё 44 порядка цветковых растений (согласно Системе APG III) |                   |  |                                           | ещё 8 подсемейств (согласно Системе APG III) | ещё 8 подсемейств (согласно Системе APG III) |  |  |  | ещё около 60 родов (согласно Системе APG III) | ещё около 60 родов (согласно Системе APG III) |  |  |  |  |                         |                         |
|  |                                      |  |                                                              | ещё 44 порядка цветковых растений (согласно Системе APG III) |                   |  |                                           |                                              | ещё 8 подсемейств (согласно Системе APG III) |  |  |  |                                               | ещё около 60 родов (согласно Системе APG III) |  |  |  |  |                         |                         |